# Coupe du Portugal de football 1985-1986
Navigation
1984-1985 1986-1987

La Coupe du Portugal de football 1985-1986 est la 46e édition de la Coupe du Portugal de football, considéré comme le deuxième trophée national le plus important derrière le championnat. 
La finale est jouée le 27 avril 1986, à l'Estádio Nacional do Jamor, entre le Benfica Lisbonne et le CF Belenenses. Le Benfica remporte son vingtième trophée en battant le CF Belenenses 2 à 0 et se qualifie pour la Coupe d'Europe des vainqueurs de coupe de football 1986-1987.

## Finale
| 27 avril 1986 | Benfica Lisbonne | 2 - 0   | CF Belenenses | Estádio Nacional do Jamor |                           |
|               |                  | (1 - 0) |               | Arbitrage : Vítor Correia | Arbitrage : Vítor Correia |
|               | Feuille de match |         |               | Arbitrage : Vítor Correia | Arbitrage : Vítor Correia |